# Príncipe de Conti

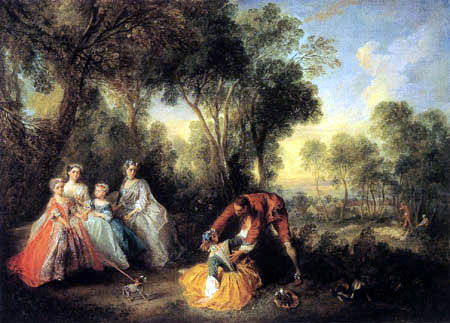
La familia del Príncipe de Conti, en 1738, teniendo 4 años Luis Francisco II, por el pintor Lancret.

El título de Príncipe de Conti (llamado así por Conti-sur-Selles, una pequeña población del norte de Francia situada aproximadamente a 32 kilómetros de Amiens) es un título nobiliario francés que perteneció a una rama menor de la Casa de Condé (que a su vez  formó parte de la familia real francesa). 
Este título fue originalmente otorgado a  Francisco de Borbón, hijo del príncipe Luis I de Condé. Después de la muerte de  Francisco, que falleció sin descendencia, el título pasó a Armando de Borbón, hijo del príncipe Enrique II de Condé.
Los príncipes de Conti fueron:
1. 1581–1614: Francisco de Borbón (1558-1614), primer príncipe de Conti. A su muerte el título sufrió un interregno hasta 1629, en que le fue otorgado al nieto de su hermano Enrique, Armando de Borbón.
2. 1629–1666: Armando de Borbón-Conti (1629–1666), II Príncipe de Conti.
3. 1666–1685: Luis Armando I de Borbón-Conti (1661–1685), III Príncipe de Conti, hijo del anterior.
4. 1685–1709: Francisco Luis de Borbón-Conti (1664–1709), IV Príncipe de Conti, apodado «el Gran Conti», hermano del anterior.
5. 1709–1727: Luis Armando II de Borbón-Conti (1695–1727), V Príncipe de Conti, hijo del anterior.
6. 1727–1776: Luis Francisco I de Borbón-Conti (1717–1776), VI Príncipe de Conti, hijo del anterior.
7. 1776–1814: Luis Francisco II de Borbón-Conti (1734–1814), VII Príncipe de Conti, hijo del anterior.